# Waldsee (Gemeinde Tulln)
Waldsee ist eine Wochenendsiedlung in Neuaigen in der Stadtgemeinde Tulln an der Donau im Bezirk Tulln in Niederösterreich.

## Geografie
Die Freizeitsiedlung befindet sich im Norden von Tulln am Rand des Auwalds längs der Donau und besteht aus einer 70.000 m² großen Parkanlage mit altem Baumbestand und einem Badesee mit einer Wasserfläche von 30.000 m², um den zahlreiche Ferienhäuser platziert sind. Jedes Ferienhaus steht auf einer 400 m² großen Parzelle und diese sind in mehreren Reihen um den See angelegt. Weiters stehen mehrere Tennisplätze und einen Beachvolleyballplatz zur Verfügung.
Die Freizeitsiedlung liegt nahe der Stockerauer Schnellstraße und ist dadurch leicht erreichbar und auch bei Donauhochwasser nutzbar, da sie von der Donau durch einen Hochwasserschutzdamm getrennt ist. Am 1. April 2020 umfasste die Siedlung 154 Gebäude. Rund 20 Prozent der Ferienhäuser werden ganzjährig bewohnt.